# Université de Fort Hare
L'université de Fort Hare (en anglais, Fort Hare University) est une institution universitaire située en Afrique du Sud, dans la province du Cap-Oriental dans la ville d'Alice, à 50 km à l'ouest de King William's Town.
L'université publique de Fort Hare fut fondée en 1916 pour permettre aux Africains non blancs des colonies britanniques d'Afrique (Kenya, Ouganda, Rhodésie…) et du dominion de l'Union d'Afrique du Sud de poursuivre des études supérieures.

## Historique
Fort Hare est à l'origine un fort britannique construit au XIXe siècle dans le contexte des guerres anglo-xhosas.
Abandonné, le site est par la suite occupé par des missions religieuses. Une école réservée aux futurs missionnaires y est alors construite.
En 1916, l'école devient le South African Native College, un établissement d'enseignement supérieur de titre universitaire pour les Africains non blancs du continent, les indiens et les métis.
À partir des années 1940, de multiples ligues estudiantines opposées à la ségrégation raciale se développent parmi les étudiants de Fort Hare. Elles prennent de l'ampleur après l'instauration de l'apartheid en 1948 et l'université devient un centre de contestation du régime.
À l'époque, le collège universitaire compte des étudiants appelés notamment à un rôle important dans la lutte contre la ségrégation raciale ou à d'importantes fonctions dans l'avenir comme Oliver Tambo, Nelson Mandela, Robert Mugabe,  Julius Nyerere, ou encore Govan Mbeki.
On peut aussi citer Desmond Tutu qui fut, pendant un temps, l’aumônier de cette université.
À partir de 1960, dans le cadre de la politique d'apartheid, l'orientation raciale du collège est modifié. Il devient un établissement universitaire réservé à l'ethnie xhosa.

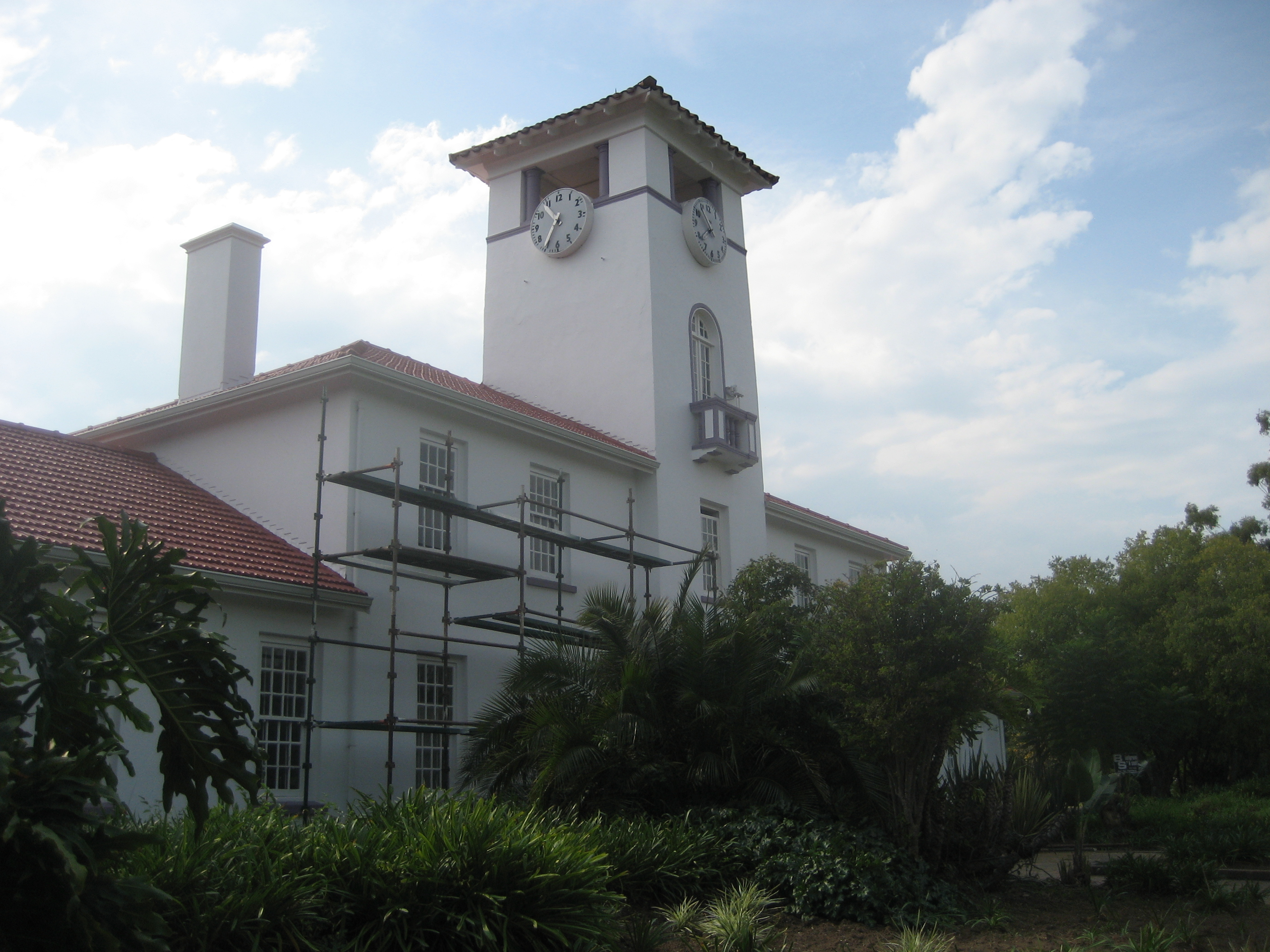
The Union.

En 1970, Fort Hare devient un établissement autonome et une université en 1972 alors que, à la même époque, les mouvements radicaux noirs se développent, notamment la Conscience noire de Steve Biko.
En 1980, l'université de Fort Hare est relocalisée dans le bantoustan indépendant du Ciskei puis réintégrée avec celui-ci en Afrique du Sud en 1994.
L'université de Fort Hare devient alors une université sud-africaine comme les autres tout en demeurant un symbole fort de la lutte contre l'apartheid. C'est à Fort Hare que le Congrès national africain a entrepris de déposer ses archives.
En janvier 2004, l'université de Fort Hare s'agrandit en intégrant le campus de East London, jusque-là appartenant à l'université Rhodes.

## Localisation et départements universitaires

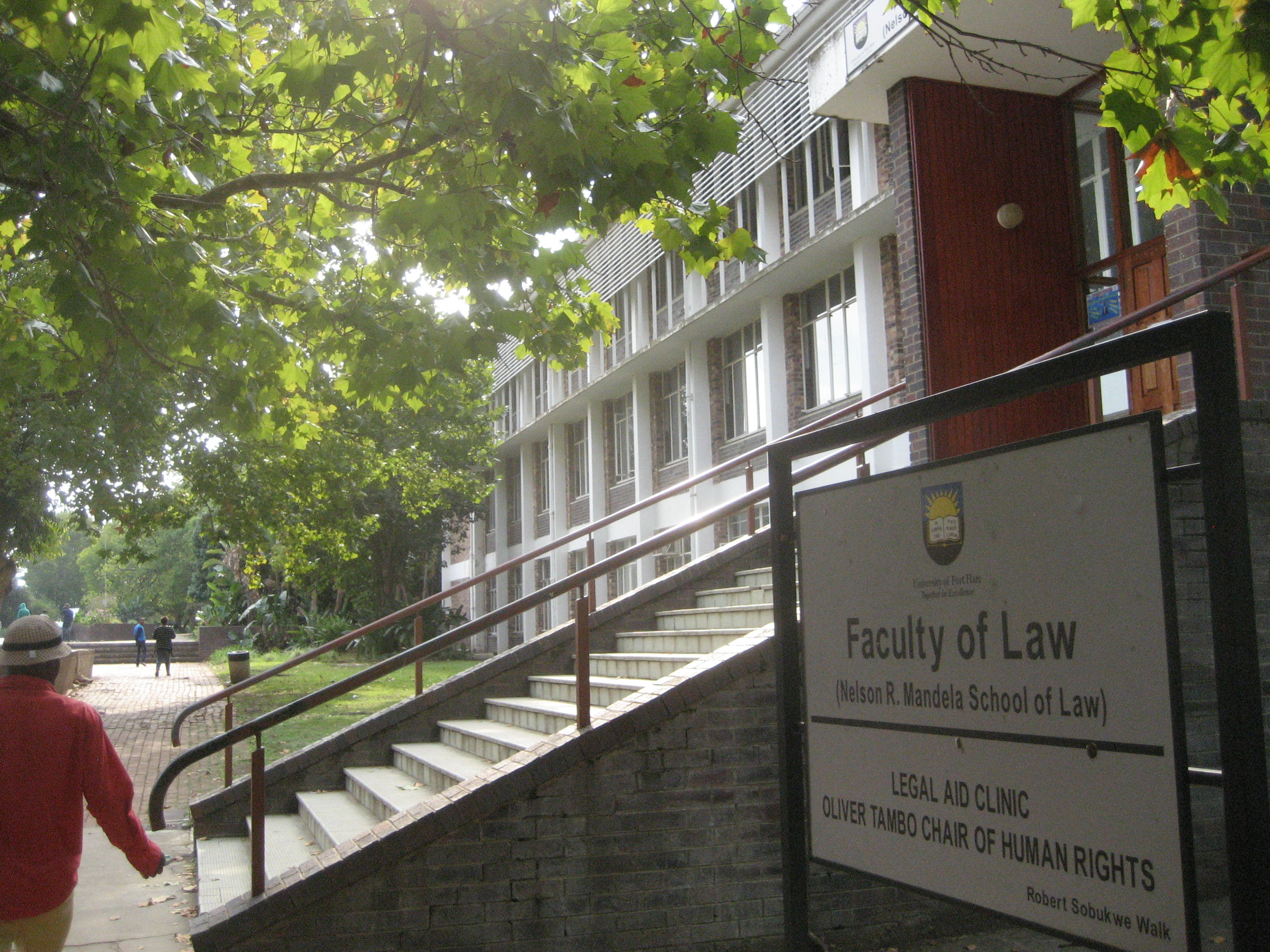
Faculté de droit.

Les campus de l'université de Fort Hare sont situés à Alice, Bhisho et East London.
L'université se compose de cinq facultés :
- éducation ;
- science et agriculture ;
- sciences sociales ;
- commerce et management ;
- droit.

L'université compte 11 000 étudiants.

## Personnalités liées à l'université

### Étudiants
L'université a vu passer dans ses étudiants une grande partie des personnalités politiques noires qui ont eu un rôle important dans l'évolution de l'Afrique australe aux XXe et XXIe siècles, en Afrique du Sud, mais aussi en Botswana, Zimbabwe, Tanzanie, Zambie, etc., et notamment :
- Govan Mbeki (1910-2001)
- Kaiser Matanzima (1915-2003)
- Mary Malahlela (1916-1981)
- Oliver Tambo (1917-1993)
- Joshua Nkomo (1917-1999)
- Nelson Mandela (1918-2013)
- Seretse Khama (1921-1980)
- Julius Nyerere (1922-1999)
- Herbert Chitepo (1923-1975)
- Robert Sobukwe (1924-1978)
- Robert Mugabe (1924-2019)
- Kenneth Kaunda (1924-2021)
- Mangosuthu Buthelezi (1928-)
- Desmond Tutu (1931-)
- Lauretta Ngcobo (1931-2015)
- Joyce Piliso-Seroke (1933-)
- Ivy Matsepe-Casaburri (1937-2009)
- Manto Tshabalala-Msimang (1940-2009)
- Chris Hani (1942-1993)
- Thenjiwe Mtintso (1950-)
- Joseph Diescho (1955-)
- Wendy Luhabe (1957-)